# Tik-tak grm
Tik-tak grm (bijela kunzeja, lat. Kunzea ambigua), grm iz roda kunzeja, porodica mirtovki. Raširen je po jugoistočnoj Australiji (Victoria, Tasmanija i Novi Južni Wales) gdje često formira šikaru.
Naraste do dva, tri metra visine, a u botaničkim vrtovima i više. Ima sitne listove na kratkim peteljkama. Kapsule sjemena podijeljene su na nekoliko odjeljaka, a na drvetu ostaju samo dok plod ne sazrije. Atraktivan je za ptice i kukce.